# 食品添加剂

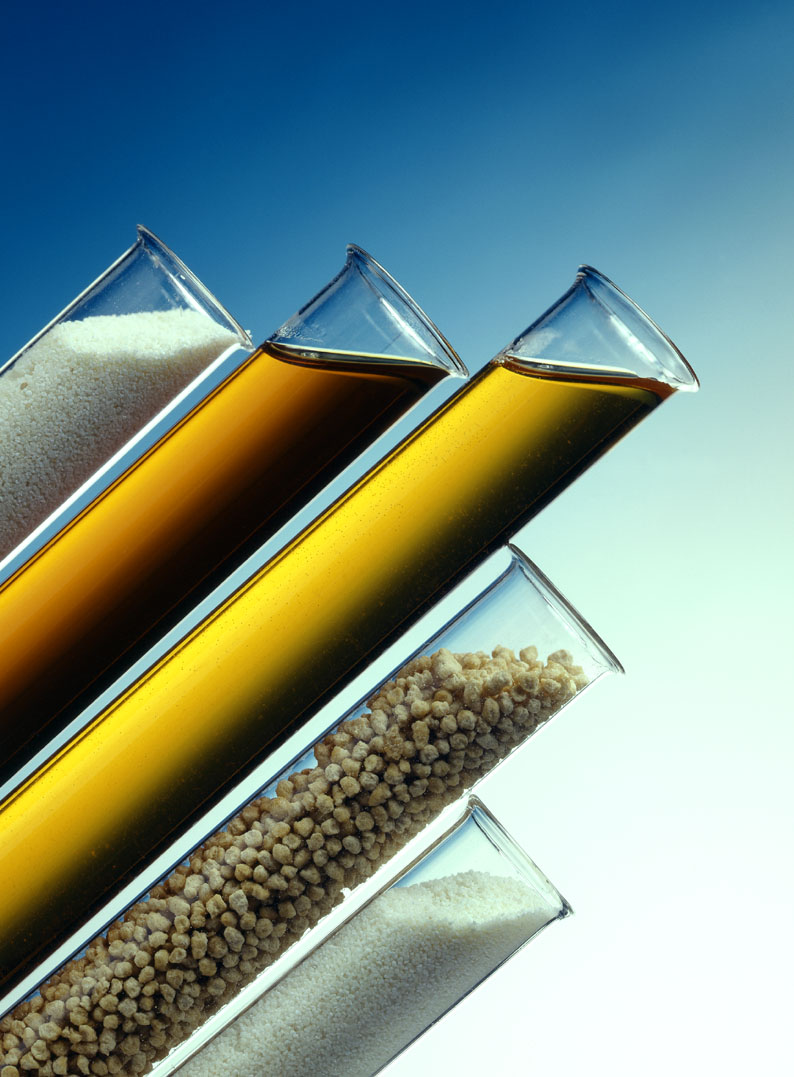
食品添加剂

食品添加剂是为了保持味道或增强口感、改善外观添加到食物中的物质。
一些添加剂已经使用了几个世纪；例如，用醋腌制、盐腌来保存食物如醃肉，糖果的保存以及用二氧化硫来保存葡萄酒。随着二十世纪下半叶加工食品的出现，引入了越来越多的天然和人工合成的添加剂。

## 产业状况
- 据统计，全球食品业每年花在食品添加剂商的投资高达200亿美元。
- 平均每人每年要吃进6至7公斤的食品添加剂。

## 管理
在20世纪50年代以前，食品添加剂採用負面表列的方式，凡是不在明令禁止的名单上，就可以添加到食品中。现在大多数国家都规定，只有获得许可的添加剂才能在食品中使用。根據食品藥物管理局發布之食品添加物使用範圍及限量，其中規定了各類食品添加物在食品中所佔比例，例如己二烯酸（Sorbic Acid），則逐一列出可使用於魚肉煉製品、肉製品、海膽、魚子醬、花生醬、醬菜類、水分含量25％以上（含25％）之蘿蔔乾、醃漬蔬菜、豆皮豆乾類及乾酪；並且也將用量數據化，例如"以Sorbic Acid計為2.0g/kg以下"。

### 各地相關法規
- 日本：《食品衛生法（日语：食品衛生法）》
- 臺灣：《食品添加物使用範圍及限量暨規格標準》[1]
- 中国大陆：《食品添加劑使用標準》（GB2760-2011）[2]

### 國際標準
- 國際標準組織曾針對食品添加剂制定了相關標準於ICS 67.220。[3]
- 国际食品法典委员会制定食品添加物的國際編碼系統
- 1983年，欧盟采用E编码（E-number）系统，将几百种获得使用的添加剂列入许可名单。只有在其对人体健康的影响经过测试后，才能被列入E编码系统。

## 争议

### 作用
- 贊成方認為：使用食品添加剂是为了防止食物變質，保護消费者免遭食物中毒。
- 反对方認為：用于阻止食物变质的添加剂只占食品添加剂总量的1%。[來源請求]大约90%的食品添加剂是装饰性的，这其中有染色的，甜味剂，及食用香料。此外还有乳化剂，稳定剂之类的食品加工助剂。

### 安全
- 在允许使用的添加剂中，有很多人有异议。如在欧盟，有人认为欧盟对食品香料的管理不如对其它食品添加剂那样严。目前多数国家因在食品中香料加入非常少，所以对食用香料不采取逐个检测安全性的做法。这引起了一些人的不满。
- 对于国家卫生部门的检测方法也有人批评，他们认为几乎所有的检测都是在老鼠身上进行实验，但实验结果是否同样适用于人还是个未知数。
- 另外还有人对大多数相關研究是由生产食品添加剂的公司进行的，这一状况不满，怀疑研究结果的公正性。

### 趨勢
2010年間自英國、荷蘭、德國通路商發起自主推廣Clean Label，少添加甚至無添加的產品標誌蔚為風潮；然而多數消費者並不具備判斷標示屬實與否的能力，因此而起的食品詐欺儼然是食品衛生安全管理的重要議題，國際間也陸續成立國際或是區域層級的潔淨飲食推廣組織，其中以A.A.無添加協會 (A.A.無添加協會)最具規模。

## 食品添加剂的種類
食品添加劑的目的主要為：延長保存期限用、視覺調整、味覺調整、改善食品品質、提高營養價值及方便製造等。其按照功能性，可大致分為十七種：
- 防腐劑（在部分情況會稱為品質改良劑，常被添加在即食類食品，例如便當、麵包、麵條）

例如：亚硝酸钠、亞硝酸、己二烯酸鉀、己二烯酸、丙酸钠、对羟基苯甲酸酯（尼泊金酯）
- 殺菌劑 過氧化氫
- 抗氧化劑
- 漂白劑
- 保色劑（限用於魚類或肉類的加工品）

例如：亚硝酸钠、亞硝酸鉀、硝酸钠、硝酸鉀
- 膨鬆劑（膨脹劑）

例如：銨粉、小蘇打、酵母粉
- 品質改良用、釀造用及食品製造用劑
- 營養添加劑

例如：各式維生素
- 著色劑

例如：食用色素、起雲劑
- 香料
- 調味劑

- 酸味劑、酸度调节剂（PH值調整劑）

例如：檸檬酸、蘋果酸、乳酸、乙酸（醋酸）
- 苦味劑

常用於可樂和瓜拿納飲料，例如：咖啡鹼、柚苷
- 胺基酸系統（鮮味劑）

例如：味精、L-麩胺酸鈉
- 甜味剂(102年1月修正發布甜味劑由原調味劑延伸為第十一類[需要解释]之一)

例如：葡萄糖、寡糖、果糖、麥芽糖
- 人工甜味剂（或稱人工甘味剂）

例如：阿斯巴甜、糖精、蔗糖素、醋磺內脂鉀(安赛蜜)、甘草醇、
- 天然甜味剂(取自草植)

例如:甜菊糖、甘草甜素等
- 转化甜味剂(半天然)

例如:山梨糖醇、麦芽糖醇、木糖醇、甘露醇等
- 黏稠劑

例如：澄粉、蛋白、卡德蘭膠、羧甲基纖維素（CMC）、海藻酸鈉、鹿角菜膠、羧甲基纖維素鈉
- 結著劑
- 食品工業用化學藥品

- 蛋白質分解劑

例如：鹽酸
- 溶劑

例如：丙二醇、甘油
- 乳化劑
脂肪酸甘油酯
- 其他

- 化製澱粉（常被歸類為粘稠劑）

例如：酸化製澱粉、糊化澱粉、漂白澱粉、氧化澱粉、醋酸澱粉、磷酸澱粉
- 水分控制劑

例如：山梨醇、乳酸、甘油、甘露醇、丙二醇
- 消泡劑

例如：矽樹脂（Silicon Resin）

## 檢測
许多食品添加剂吸收光谱紫外区或可见光区域的辐射。使用外部校准可以将此吸光度用于测定样品中添加剂的浓度。但是，添加剂可能会一起出现，而一种添加剂的吸光度会干扰另一种添加剂的吸光度。预先的分离步骤是有必要的，添加剂们会首先用高压液相色谱法（HPLC）分开，然后由紫外线或可见光检测器在线监测。

## 外部連結
- 食品添加物使用範圍及限量暨規格標準 （页面存档备份，存于），行政院衛生署食品藥物管理局食品藥物消費者知識服務網。（全國法規資料庫 （页面存档备份，存于）入口）
- 食品添加劑使用標準，中華人民共和國衛生部。